# فصل الاغتيال
فصل الاغتيال (باليابانية: 暗殺教室، بالروماجي: Ansatsu Kyōshitsu) (بالإنجليزية: Assassination Classroom)‏ هي سلسلة مانغا يابانية من كتابة يوسي ماتسوي. بدأت السلسلة في مجلة شونن جمب الأسبوعية من 2 يوليو 2012  حتى مارس 2016، صدر أول مجلد تانكوبون في 2 نوفمبر عام 2012. أقتُبست إلى أنمي تلفزيوني من إنتاج استوديو Lerche، عرض في 9 يناير 2015 وتكون 22 حلقة ، عرض على تلفزيون فوجي. تابعت السلسلة يوميات حياة أستاذ فضائي قوي جداً يشبه الأخطبوط وتلاميذه الذين يحاولون اغتياله لمنعه من تدمير كوكب الأرض.منذ أكتوبر 2015، 21 مجلد تانكوبون قد صدرت في اليابان مع انتشار عشرين مليون نسخة.

## القصة
كوكب الأرض مهدد من طرف مخلوق قوي دمر 70% من القمر بقوته، ليجعله على شكل هلال للأبد. قال المخلوق بأنه بعد سنة سيدمر الأرض، لكنه أعطى للبشرية فرصة لتجنب هذه الكارثة. في قسم 3-إي في إعدادية كونوغيجاوكا، بدأ العمل كأستاذ يدرس تلامذته ليس فقط مواد عادية، وإنما أيضا طرق الاغتيال. وعدت الحكومة اليابانية بمكافئة 10 ملايين ين أيا كان من التلاميذ من نجح بقتل الأستاذ، الذي أسموه «كورو سينسي». أيا يكن، فقد ثبت أنها مهمة مستحيلة، ليس فقط لقوته الكبيرة التي تتضمن سرعته، ولكن لأنه أفضل أستاذ حصلوا عليه.
كما انهم يعانون من عدة ضغوطات بحيث ان قسمهم يعد حالة خاصة من المدرسة وكذلك المدير لديه نظرة مشوهة عن التعليم فيتحدى كورو سينسي في التدريس

## الأداء الصوتي
| الصوت العربي (سوريا-مصر) | الصوت الأصلي (اليابان) | شخصية                  |
| ------------------------ | ---------------------- | ---------------------- |
| محمود حميدة              | جون فوكوياما           | البروفيسور كورو        |
| خالد أبو النجا           | ماي فوتشيغامي          | ناجيسا شيودا           |
| ربيعة فولكور             | شيزوكا إيتو            | ايرينا جيلافيتش        |
| مأمون الرفاعي            | توموكازو سوغيتا        | الخادم المخلص كاراسوما |
| يحيى الكفري              | نوبوهيكو أوكاموتو      | كارما أكاباني          |
| أميرة حذيفي              | أيانا تاكيتاتسو        | كايدي كايانو           |
| شيرين عبد الوهاب         | ساتومي ساتو            | يوكيكو كانزاكي         |
| ربيعة فولكور             | أياني ساكورا           | كيرارا حازاما          |
| روعة السعدي              | كانا ساكاي             | مانامي اوكودا          |
| طارق العربي طرقان        | كينتا مياكي            | أكيرا تاكاوكا          |
| خالد أبو النجا           | ريوتا أوساكا           | يوما إيسوجاي           |

## وصلات خارجية
فصل الاغتيال على موقع ANN manga (الإنجليزية)